# Craig Barron

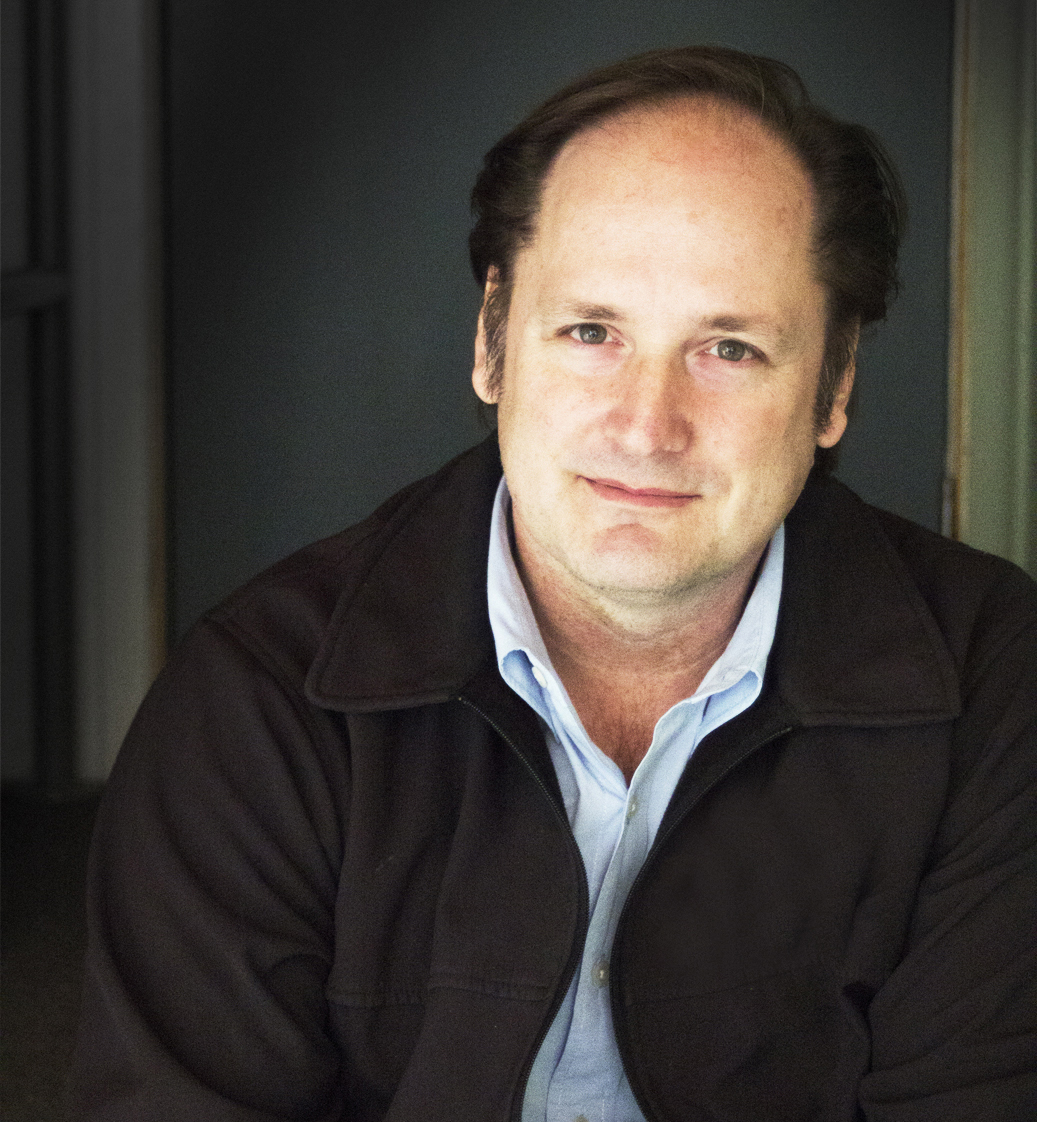
Craig Barron (2013)

Craig Barron (* 6. April 1961 in Berkeley, Kalifornien) ist ein US-amerikanischer Spezialeffekt- und Matte-Paiting-Künstler. Er erhielt 2009 für Der seltsame Fall des Benjamin Button den Oscar in der Kategorie Beste visuelle Effekte.

## Leben
Im Alter von 18 Jahren begann er bei Industrial Light & Magic (ILM) zu arbeiten. Er war damit der jüngste Mitarbeiter bei ILM, der im Bereich Matte Painting an dem Spielfilm Das Imperium schlägt zurück mitarbeitete. In den folgenden Jahren war er für ILM an Filmen wie Jäger des verlorenen Schatzes und E.T. – Der Außerirdische tätig. Ab 1984 war er Leiter Fotografie in der Matte-Abteilung. In dieser Position realisierte er Filme wie Star Trek III: Auf der Suche nach Mr. Spock, Auf der Suche nach dem goldenen Kind und Das Wunder in der 8. Straße.
1988 gründete er zusammen mit Michael Pangrazio und Krystyna Demkowicz das Spezialeffekt-Unternehmen Matte World, das 1992 in Matte World Digital umbenannt wurde. Mit diesem Unternehmen arbeitete er in den folgenden Jahren an unzähligen Filmen als Matte-Painting-Künstler. 1993 wurde er für seine Arbeit an dem Spielfilm Batmans Rückkehr für den Oscar in der Kategorie Beste visuelle Effekte nominiert, den Preis erhielt allerdings Der Tod steht ihr gut. Bei seiner zweiten Nominierung im Jahr 2009 für Der seltsame Fall des Benjamin Button erhielt er den Preis schließlich zusammen mit Eric Barba, Steve Preeg und Burt Dalton. Im Jahr 2012 wurde das Unternehmen aufgelöst.

## Filmografie
- 1980: Das Imperium schlägt zurück (Star Wars: Episode V - The Empire Strikes Back)
- 1981: Der Drachentöter (Dragonslayer)
- 1981: Jäger des verlorenen Schatzes (Raiders of the Lost Ark)
- 1982: Der dunkle Kristall (The Dark Crystal)
- 1982: E.T. – Der Außerirdische (E.T. the Extra-Terrestrial)
- 1982: Poltergeist
- 1982: Star Trek II: Der Zorn des Khan (Star Trek: The Wrath of Khan)
- 1983: Die Rückkehr der Jedi-Ritter (Star Wars: Episode VI - Return of the Jedi)
- 1984: Die unendliche Geschichte
- 1984: Indiana Jones und der Tempel des Todes (Indiana Jones and the Temple of Doom)
- 1984: Star Trek III: Auf der Suche nach Mr. Spock (Star Trek III: The Search for Spock)
- 1984: Starman (John Carpenter's Starman)
- 1985: Cocoon
- 1985: Das Geheimnis des verborgenen Tempels (Young Sherlock Holmes)
- 1985: Die Goonies (The Goonies)
- 1985: Enemy Mine – Geliebter Feind (Enemy Mine)
- 1985: Explorers – Ein phantastisches Abenteuer (Explorers)
- 1986: Auf der Suche nach dem goldenen Kind (The Golden Child)
- 1986: Die Reise ins Labyrinth (Labyrinth)
- 1986: Geschenkt ist noch zu teuer (The Money Pit)
- 1986: Star Trek IV: Zurück in die Gegenwart (Star Trek IV: The Voyage Home)
- 1987: Das Reich der Sonne (Empire of the Sun)
- 1987: Das Wunder in der 8. Straße (*batteries not included)
- 1987: Die Hexen von Eastwick (The Witches of Eastwick)
- 1988: Die letzte Versuchung Christi (The Last Temptation of Christ)
- 1988: Star Force Soldier (Soldier)
- 1988: Willow
- 1989: Jessica und das Rentier (Prancer)
- 1990: Arachnophobia
- 1990: Avalon
- 1990: Condition Red (By Dawn's Early Light)
- 1990: Darkman
- 1990: Gremlins 2 – Die Rückkehr der kleinen Monster (Gremlins 2: The New Batch)
- 1990: RoboCop 2
- 1991: Flug durch die Hölle (Flight of the Intruder)
- 1991: Mein Weihnachtswunsch (All I Want for Christmas)
- 1991: Robin Hood: König der Diebe (Robin Hood: Prince of Thieves)
- 1991: Star Trek VI: Das unentdeckte Land (Star Trek VI: The Undiscovered Country)
- 1991: Terminator 2 – Tag der Abrechnung (Terminator 2: Judgment Day)
- 1992: Batmans Rückkehr (Batman Returns)
- 1992: Bram Stokers Dracula (Dracula)
- 1992: Captain Ron: Kreuzfahrt ins Glück (Captain Ron)
- 1992: In einem fernen Land (Far and Away)
- 1992: Kevin – Allein in New York (Home Alone 2: Lost in New York)
- 1992: Lorenzos Öl (Lorenzo's Oil)
- 1992: Auf und Davon (Leaving Normal)
- 1993: Demolition Man
- 1993: Die Spur des Windes – Das letzte große Abenteuer (A Far Off Place)
- 1993: Hocus Pocus
- 1993: Hot Shots! Der zweite Versuch (Hot Shots! Part Deux)
- 1993: Karen McCoy – Die Katze (The Real McCoy)
- 1993: Malice – Eine Intrige (Malice)
- 1993: Sommersby
- 1993: Killer im System (Ghost in the Machine)
- 1994: City Slickers 2 (City Slickers II: The Legend of Curly's Gold)
- 1994: Das Dschungelbuch (The Jungle Book)
- 1994: Das Kartell (Clear and Present Danger)
- 1994: Shadow und der Fluch des Khan (The Shadow)
- 1995: Casino
- 1995: Hackers – Im Netz des FBI (Hackers)
- 1995: Durchgeknallt und auf der Flucht (Bushwhacked)
- 1995: Operation Dumbo (Operation Dumbo Drop)
- 1996: Diabolisch (Diabolique)
- 1996: Dunston – Allein im Hotel (Dunston Checks In)
- 1996: Independence Day
- 1996: Jahre der Zärtlichkeit – Die Geschichte geht weiter (The Evening Star)
- 1996: Operation - Broken Arrow (Broken Arrow)
- 1996: Star Trek: Der erste Kontakt (Star Trek: First Contact)
- 1996: Eine Familie zum Kotzen (The Stupids)
- 1997: Con Air
- 1997: Kundun
- 1997: Titanic
- 1997: Der Zauberwunsch (A Simple Wish)
- 1998: Armageddon – Das jüngste Gericht (Armageddon)
- 1998: Die Truman Show (The Truman Show)
- 1998: Für das Leben eines Freundes (Return to Paradise)
- 1998: Große Erwartungen (Great Expectations)
- 1998: Mein großer Freund Joe (Mighty Joe Young)
- 1998: The Newton Boys
- 1999: Insider (The Insider)
- 1999: October Sky
- 1999: The Green Mile
- 2000: Dr. T and the Women
- 2000: Mission: Impossible II
- 2000: X-Men
- 2000: The Testaments: Of One Fold and One Shepherd
- 2001: Cats & Dogs – Wie Hund und Katz (Cats & Dogs)
- 2001: Die Mumie kehrt zurück (The Mummy Returns)
- 2001: Jay und Silent Bob schlagen zurück (Jay and Silent Bob Strike Back)
- 2001: Jurassic Park III
- 2001: Startup (Antitrust)
- 2001: The Majestic
- 2002: Mord nach Plan (Murder by Numbers)
- 2002: Ring (The Ring)
- 2002: Lewis & Clark: Great Journey West
- 2002: Manassas: End of Innocence
- 2003: Down with Love – Zum Teufel mit der Liebe! (Down with Love)
- 2003: Last Samurai (The Last Samurai)
- 2004: Alamo – Der Traum, das Schicksal, die Legende (The Alamo)
- 2004: Catwoman
- 2004: The Work and the Glory
- 2006: Unbesiegbar – Der Traum seines Lebens (Invincible)
- 2006: Griechenland - Rätsel der Antike (Greece: Secrets of the Past)
- 2007: Der goldene Kompass (The Golden Compass)
- 2007: Zodiac – Die Spur des Killers (Zodiac)
- 2008: Der seltsame Fall des Benjamin Button (The Curious Case of Benjamin Button)
- 2009: Beim Leben meiner Schwester (My Sister's Keeper)
- 2009: Terminator: Die Erlösung (Terminator Salvation)
- 2009: X-Men Origins: Wolverine
- 2010: Alice im Wunderland (Alice in Wonderland)
- 2011: Captain America: the First Avenger
- 2011: Hugo Cabret (Hugo)
- 2011: Milo und Mars (Mars Needs Moms)
- 2011: World Invasion: Battle Los Angeles (Battle Los Angeles)